# Écoles belges des FBA

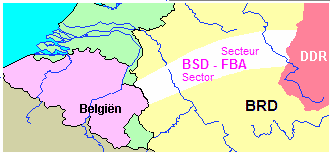
Zone belge d'occupation confiée à la Belgique

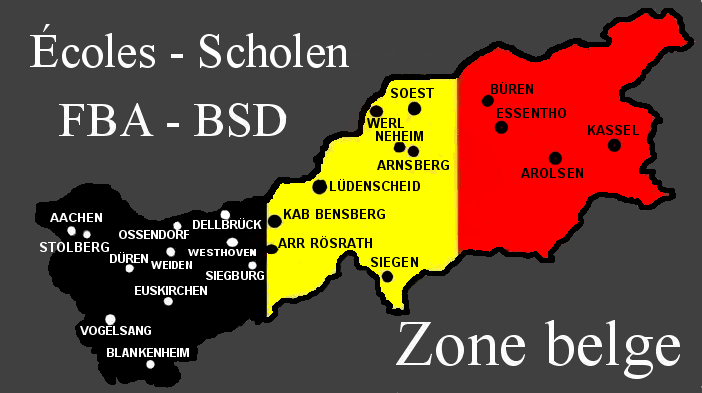
Situation de la plupart des écoles des FBA en zone belge

Les écoles belges des FBA sont les écoles créées, en Allemagne, à la fin de la Seconde Guerre mondiale, lorsque, dans les zones d'occupation définies par les Alliés, la Belgique se voit confier l'administration d'une partie de la zone d'occupation britannique et ce sous la responsabilité conjointe d'un Conseil de contrôle allié qui siège à Berlin.
Les Forces belges en Allemagne ou FBA est le nom donné à partir de 1955 à cette zone d'occupation. 

## Historique
Fin août 1946, 170 familles belges s'installent en Allemagne. Fin 1947, dix classes primaires s'ouvrent à Bad Honnef près de Bonn, de même, les élèves francophones et néerlandophones du secondaire y suivent les cours.
En 1950, tout l'enseignement secondaire est alors réuni dans le château Venauen (de) à Rösrath et le nombre d'élèves ne cesse d'augmenter. 
Durant l'année scolaire 1965-1966, c'est la scission, la partie néerlandophone déménage progressivement dans un nouvel établissement, un château à Bensberg qui devient le koninklijk atheneum Bensberg,.
L'athénée royal de Rösrath francophone (ARR) et le koninklijk atheneum Bensberg néerlandophone (KAB) deviennent donc indépendants.
À cette époque, environ 11 000 élèves belges fréquentent les deux athénées royaux et les quelque 25 écoles fondamentales des FBA.
En 1968, deux instituts médico-pédagogiques (enseignement spécialisé) s'ouvrent à Rodenkirchen pour les enfants francophones et à Ichendorf pour les enfants néerlandophones.
En 1969, les FBA comptent 21 287 enfants recensés. Le 1er septembre 1970, l'athénée royal de Düren (128 élèves) (à l'ouest du Rhin), l'athénée royal de Soest (204 élèves) ainsi que deux écoles moyennes à Arnsberg (45 élèves) et à Essentho (74 élèves) (à l'est du Rhin) ouvrent leurs portes.
En 1975, c'est le lycée d'état de Siegen qui ouvre ses portes.
En 1990, les FBA ne comptent plus que 11 620 enfants et le lycée d'Arnsberg ferme en juin. Puis en 1991, c'est au tour de l'athénée royal de Düren de fermer définitivement.
Le 50e anniversaire de l'enseignement au sein des FBA se fête en juin 1998 mais, en juin 2002, les bataillons quittent l'Allemagne, les familles rentrent au pays, les écoles ferment définitivement leurs portes. L'athénée de Rösrath fermera en juin 2003.
Seul le Camp de Vogelsang est maintenu jusqu'en décembre 2005.

## Liste des écoles fondamentales créées au sein des FBA

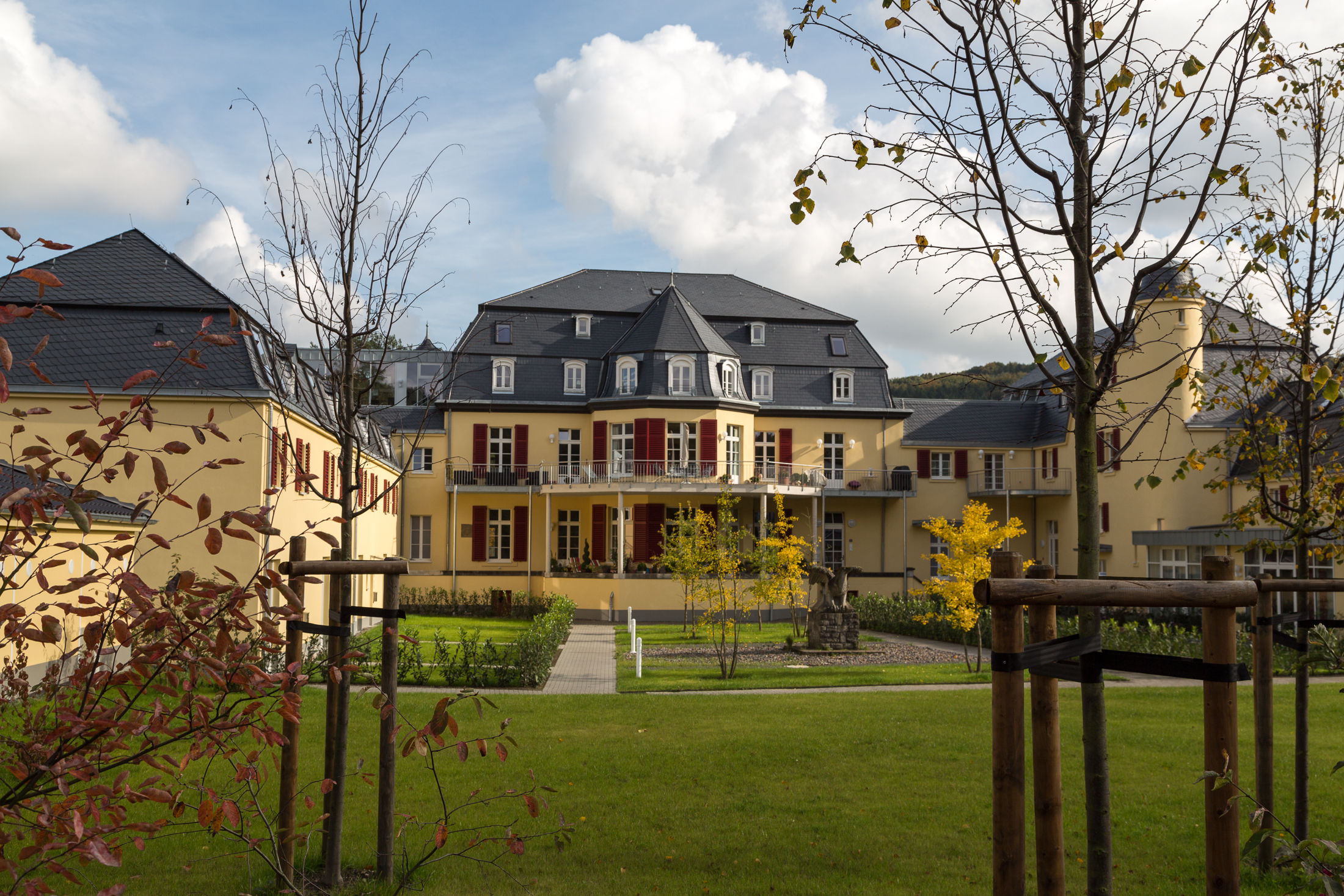
A.R. Rösrath de 1950 à 2003
Le château Venauen le 16 oct 2013

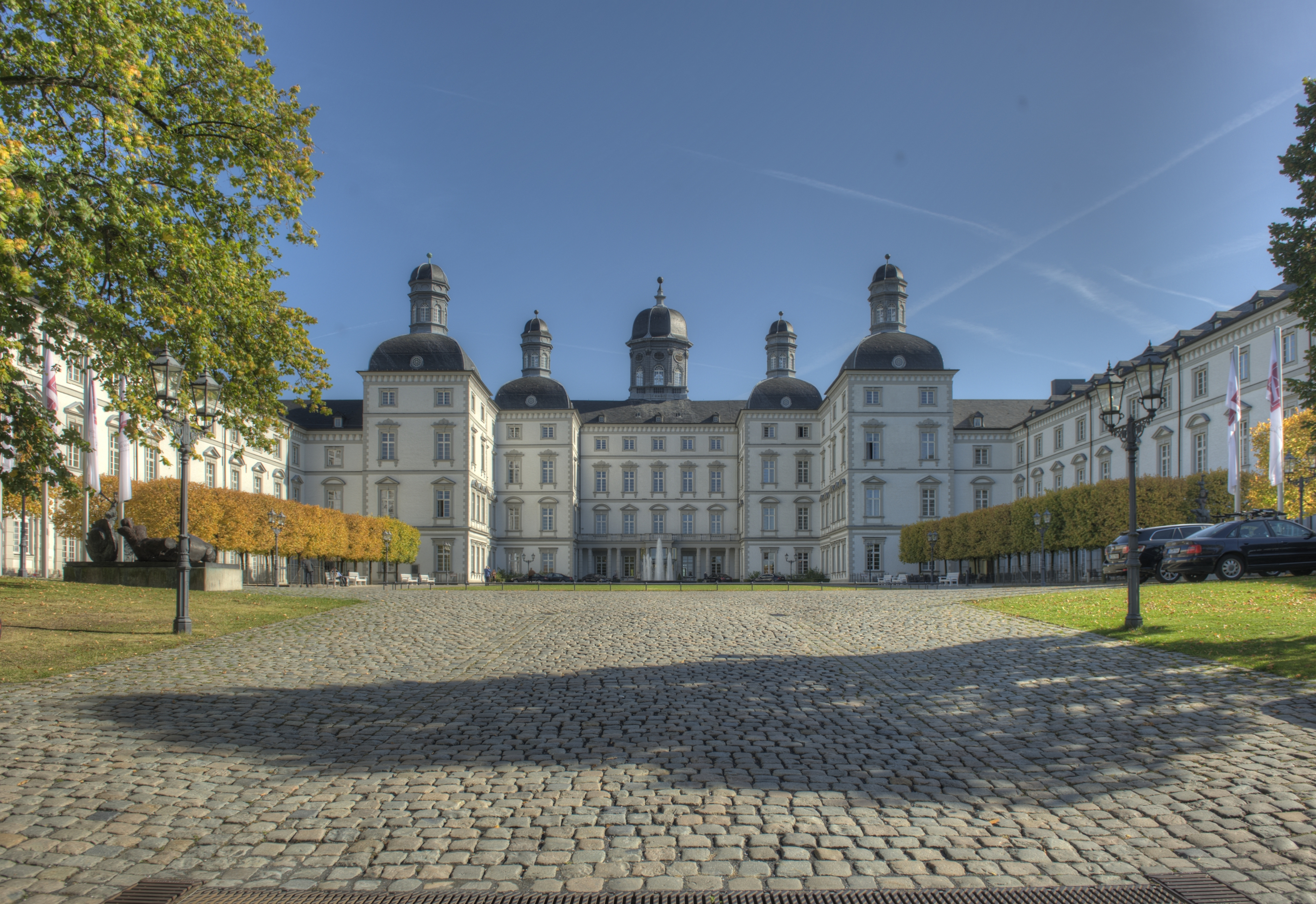
K.A.S. Bensberg de 1965 à 1997 Schloss Bensberg le 30 sep 2012

- École d'Aix-la-Chapelle (10 décembre 1946, arrivée des premiers membres du personnel enseignant)
- École d'Arnsberg (8 mai 1956)
- École d'Arolsen (Plan de l'école signé le 4 octobre 1952)
- École de Blankenheim (Un local de classe mis à disposition en 1964 dans une école allemande - Inauguration de l'école 1er septembre 1968)
- École de Büren (Avec un seul instituteur milicien, inauguration de l'école en avril 1963 à Haaren, village situé à dix kilomètres de la caserne)
- École de Bensberg (Accueil des premiers élèves fin 1946 - Nouvelle école en novembre 1950)
- École de Dellbrück (Le 11 décembre 1948, 18 élèves belges assistent aux cours dans une villa allemande - Inauguration d'un nouveau complexe en septembre 1950)
- École de Düren (L'école ouvre ses portes en septembre 1952 dans un bâtiment militaire - En 1964, création de deux premiers grands pavillons avec 14 locaux)
- École d'Euskirchen (En 1946, les cours se donnent dans des bâtiments près de la caserne - Inauguration d'une toute nouvelle école en 1953)
- École de Goch (En 1958, premiers locaux sur la base britannique de Laarbruch - Inauguration d'une nouvelle école le 9 février 1961)
- École de Cassel (1er septembre 1953)
- École de Lüdenscheid (Cours organisés dès le 1er septembre 1947 dans une villa - Inauguration de l'école en février 1948)
- École de Mönchengladbach (11 septembre 1953)
- École de Neheim (Cours organisés dès décembre 1946 - Nouveaux locaux 1er septembre 1955)
- École d'Ossendorf (Cours organisés dès le 11 décembre 1946 à Bad Godesberg - Le 10 novembre 1951, 4 classes organisées à Cologne-Ossendorf)
- École de Porz - Westhoven (Construction de l'école en mai 1952 - Inauguration de la nouvelle école en mai 1953)
- École de Rösrath (De 1950 à 1964, les enfants des membres du personnel enseignant de l'AR de Rösrath sont conduits à Bensberg - Création de l'école gardienne en 1957, 1er cycle primaire en 1964)
- École de Siegburg (En 1946, arrivée des premières familles - En janvier 1947, ouverture de deux classes primaires francophones)
- École de Siegen (Inauguration officielle d'une nouvelle école le 7 juin 1966)
- École de Soest (En 1947, l'école compte 21 élèves francophones - Création d'un nouveau pavillon en 1965)
- École de Stolberg (1er septembre 1953)
- École de Troisdorf (maternelle et primaire néerlandophone, jusqu'en juin 2003)
- École de Vogelsang (1er septembre 1952)
- École de Weiden - Junkersdorf (Cours organisés dès mars 1947 - Inauguration de la nouvelle école à Junkersdorf le 26 janvier 1955)
- École de Werl (Création de l'école le 1er octobre 1947)

## Liste des écoles d'enseignement secondaire créées au sein des FBA

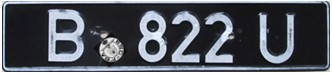
Plaque minéralogique des FBA de 1970 à 2003

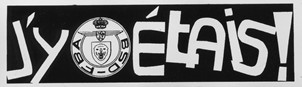
Souvenir FBA distribué de 2003 à 2005

- Athénée royal de Düren (1er septembre 1970)
- Athénée royal de Rösrath (Fermeture de l'athénée à Bad Godesberg en mars 1950 - Transfert des premiers élèves du secondaire au château de Venauen à Rösrath en avril 1950)
- Koninklijk atheneum Soest[9] (1er septembre 1970)
- École moyenne d'Arnsberg ou lycée d'Arnsberg (1er septembre 1970)
- École moyenne d'Essentho (1er septembre 1970)
- Koninklijk atheneum Bensberg (Année scolaire 1965-1966)
- Lycée d'état de Siegen (Ouverture en 1975)
- Rijksmiddelbareschool (RMS) Volkmarsen[10] (1er juillet 1972)

## Liste des instituts d'enseignement spécialisé créés au sein des FBA
- Institut médico-pédagogique de Rodenkirchen (1968)
- Medisch-pedagogisch instituut Ichendorf (1968)